# Великий герб України

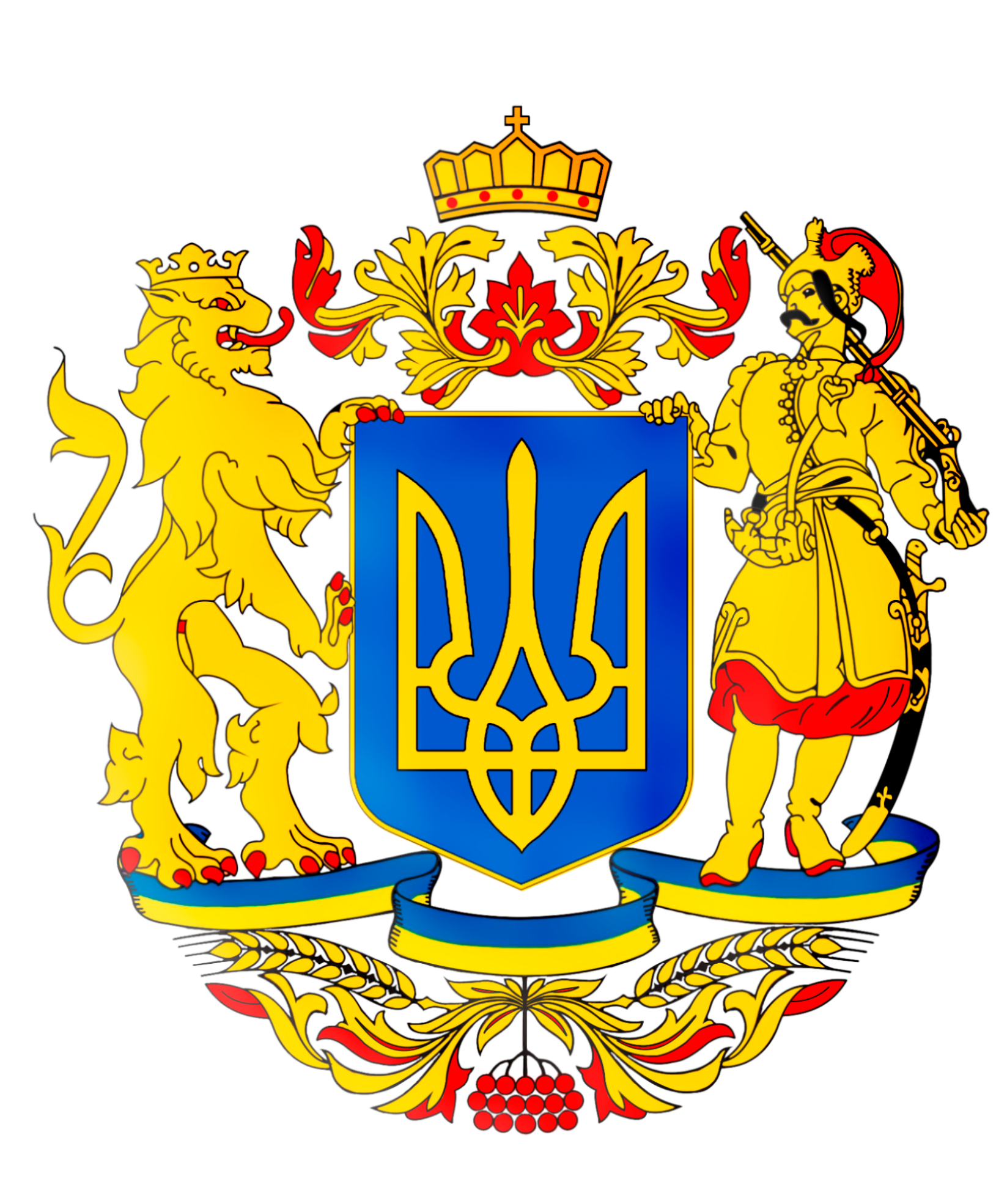
Переможець конкурсу ескізів великого державного герба України 2007-2009 років

Великий державний герб України — офіційний символ держави Україна, передбачений статтею 20 Конституції України.
19 лютого 1992 Постановою Верховної Ради України «Про Державний герб України» заявлено про впровадження в Україні інституту великого державного герба. Прийнята 28 червня 1996 року Конституція України визначила, що великий державний герб України встановлюється з урахуванням малого державного герба України та герба Війська Запорозького, що головним елементом великого державного герба України є знак Княжої Держави Володимира Великого (малий Державний Герб України).
Верховна Рада України на засіданні 24 серпня 2021 року в День Незалежності підтримала проєкт закону про великий герб у першому читанні. Згідно із проєктом: 
|  | Державний Герб України є державним символом України, головним елементом якого є Знак Княжої Держави Володимира Великого (малий Державний Герб України) золотого кольору, розміщений на синьому п'ятисторонньому щиті із заокругленими нижніми бічними кутами із золотою облямівкою; над щитом — зображення великокняжого вінця (корони) Ярослава Мудрого та пурпурово-золотого намету у вигляді рослинного орнаменту; щит тримають: з лівого боку — лев (герб Галицько-Волинського князівства), з правого — воїн-козак із рушницею (герб Війська Запорозького); під щитом — стрічка із двох рівновеликих горизонтальних смуг синього і жовтого кольорів, під стрічкою — два золоті колоски пшениці, переплетені кетягом калини пурпурового кольору зі стилізованим листям пурпурово-золотого кольору. Зображення лева та воїна-козака виконані золотим кольором з елементами пурпурового. |

## Вимога Конституції України
У Статті 20 Конституції України сказано:
|  | Великий Державний Герб України встановлюється з урахуванням малого Державного Герба України та герба Війська Запорізького законом, що приймається не менш як двома третинами від конституційного складу Верховної Ради України. Головним елементом великого Державного Герба України є Знак Княжої Держави Володимира Великого (малий Державний Герб України). |

## Історія створення великого державного герба

### Українська Народна Республіка

Великий герб УНР (сучасна інтерпретація в кольорі) (1918)

Історична традиція побутування великого державного герба України бере початок від доби Визвольних змагань початку ХХ століття. 22 березня Українська Центральна Рада ухвалила закон, яким затверджувалися великий і малий герби, за проєктом В. Кричевського.

### Проєкт Миколи Битинського

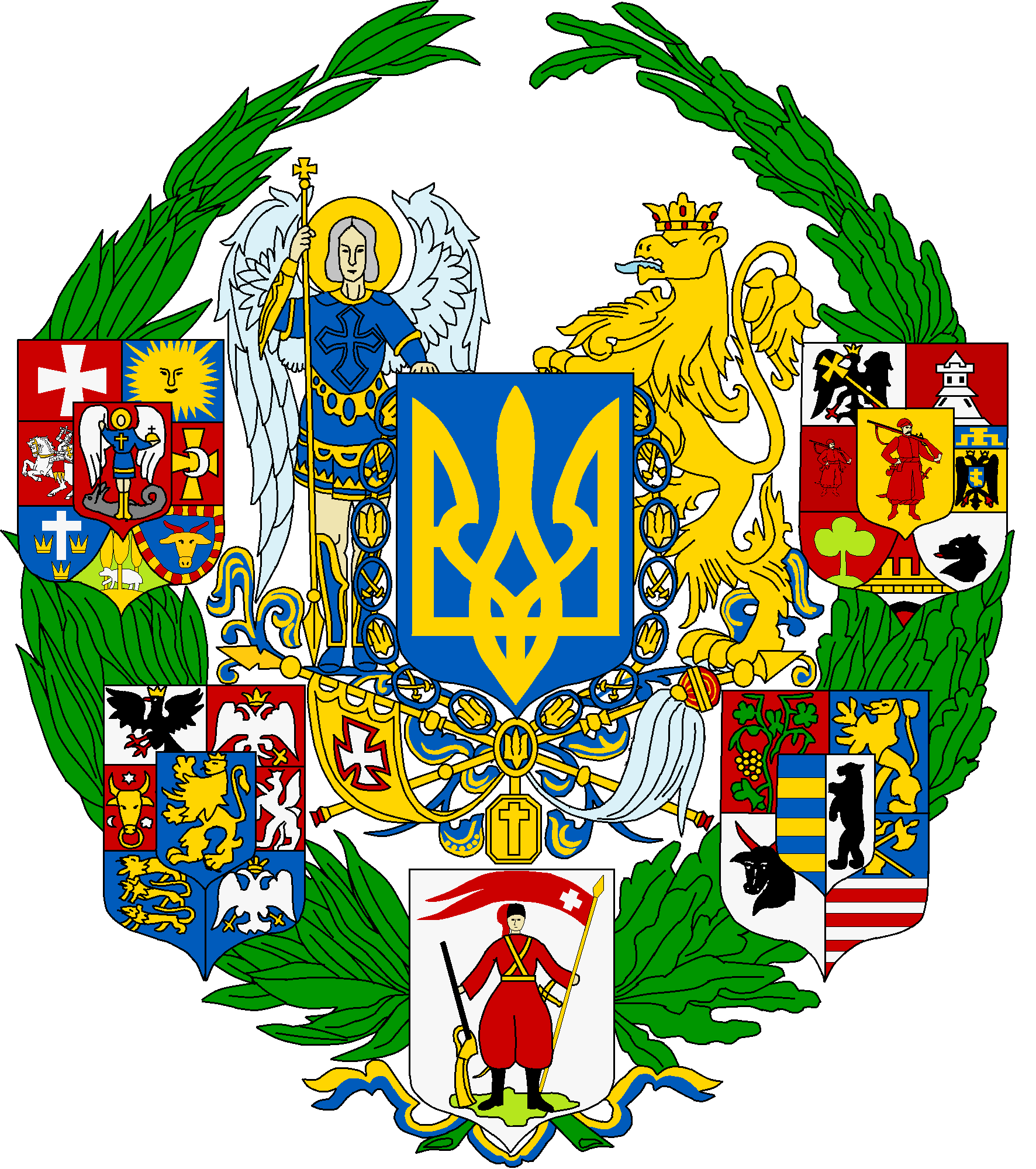
Державний герб великий Української соборної держави

Великий державний герб Української соборної держави був розроблений українським геральдистом Миколою Битинським в проєкті державних інсигній (символів) України на замовлення уряду УНР в екзилі близько 1939 року.
Провідною ідеєю геральдичної відзнаки автор обрав ідею соборності українських земель, підкреслену відтворенням емблем історичних земель України.
В центрі його роботи був малий герб, який підтримували срібний архангел Михаїл та золотий коронований лев — уособлення столиць Київської Русі та Галицько-Волинського князівства. Щит малого герба був обрамлений срібно-золотим ланцюгом Знаку гідності Голови Української Держави. Під щитом були покладені навхрест клейноди українського козацтва на золотих ратищах — золота корогва з хрестом та срібний бунчук. Уся центральна композиція оточувалася вінком, лівий бік якого був сплетений з лаврового, а правий — з дубового листя. Знизу вінок переплітався жовто-блакитною стрічкою.
На вінку розміщувалися малі щити із гербами українських земель: Правобережжя, Лівобережжя, Галичина-Буковина, Закарпаття, Кубань.

Правобережжя: Зліва направо, зверху вниз: 1. Волинь 2. Поділля 3. Полісся 4. Брацлавщина 5. Херсонщина 6. Холмщина. 7. Бессарабія В центрі: Київщина.
Лівобережжя: Зліва направо, зверху вниз: 1. Чернігівщина 2. Переяславщина 3. Січ 4. Таврія 5. Стародубщина 6. Сіверщина 7. Слобожанщина. В центрі: Запорожжя.
Галичина-Буковина: Зліва направо, зверху вниз: 1. Галичина 2. Перемишльщина. 3. Буковина 4. Белзщина 5. Жидачівщина 6. Сяноччина В центрі: Львівщина.
Закарпаття: Зліва направо, зверху вниз: 1. Унґ 2. Береґ 3. Мараморош 4. Угоча В центрі: Карпатська Україна.
Кубань

- Правобережжя:
Зліва направо, зверху вниз:
1. Волинь
2. Поділля
3. Полісся
4. Брацлавщина
5. Херсонщина
6. Холмщина.
 7. Бессарабія
В центрі: Київщина.
- Лівобережжя:
Зліва направо, зверху вниз:
1. Чернігівщина
2. Переяславщина
3. Січ
4. Таврія
5. Стародубщина
6. Сіверщина
7. Слобожанщина.
В центрі: Запорожжя.
- Галичина-Буковина:
Зліва направо, зверху вниз:
1. Галичина
2. Перемишльщина.
3. Буковина
4. Белзщина
5. Жидачівщина
6. Сяноччина
В центрі: Львівщина.
- Закарпаття:
Зліва направо, зверху вниз:
1. Унґ
2. Береґ
3. Мараморош
4. Угоча
В центрі: Карпатська Україна.
- Кубань

### Конкурс 1991 року
На конкурсі на герб України 1991 р. переміг проєкт А. Гречила та І. Турецького, в якому пропонувалося малий та великий герби. У великому до малого додавалися щитотримачі та інші елементи. При підготовці на розгляд Верховної Ради кінцевого проєкту довелося відмовитися від великого герба — за тих обставин він не пройшов би. Тому в лютому 1992 р. виносили лише один «просто» герб. Оскільки і його «завалили» під час голосування, то тоді Леонід Кравчук, який бачив конкурсний проєкт, запропонував, що, мовляв, давайте цей герб затвердимо як «малий», а десь колись буде й «великий», на якому кожен намалює те, що заманеться.

### Конкурс 1996 року

Проєкт великого герба України 1996 року

1996 р. Конституційна комісія планувала вписати в остаточний варіант проєкту Конституції України лише один герб. Однак в «конституційну ніч» це питання (разом з мовою та статусом Криму) стало предметом основних спекуляцій і «великий герб» виник знову в статті 20. 2 листопада 1996 року для виконання статті Конституції створено комісію з підготовки та проведення конкурсу проєкту великого державного герба України. Було розглянуто 420 робіт, але жодної не затвердили. У подальші роки проєкти закону про затвердження великого державного герба України кілька разів поверталися на доопрацювання.
У січні 2001 року до Верховної Ради України надійшов законопроєкт «Про великий Державний Герб України» (№ 5274-1). Документом пропонується затвердити великий герб України який є зображенням на синьому щиті золотого Знаку Княжої Держави Володимира великого (малого герба); над щитом — відтворення великокняжого вінця і синьо-золотого шатра. По обидва боки щита від щита зображено щитотримачів: справа — золотого лева, зліва — козака з мушкетом. Під щитом — стрічка, що поєднує національні кольори, — синій та жовтий; під стрічкою — золоті колоски пшениці, скріплені кетягом калини.
|  | ЗАКОН УКРАЇНИ (проект) Про затвердження великого Державного Герба України Цей закон згідно з Конституцією України встановлює зображення великого Державного Герба України і регламентує його використання. 1. Великим Державним Гербом України вважати Герб, виконаний авторською групою у складі: - Івахненка О. А., Заслуженого діяча мистецтв України, професора Української академії мистецтв. - Мітченка В. С. — члена спілки художників України, старшого викладача Української академії мистецтв. - Дмитрієнко М. Ф. — доктора історичних наук, завідувача відділу спеціальних історичних дисциплін Інституту історії України Національної академії наук України. - Савчука Ю. К. — кандидата історичних наук, наукового співробітника відділу спеціальних історичних дисциплін Інституту історії України Національної академії наук України. (Кольорове та чорно-біле зображення додаються.) 2. Зображення великого Державного Герба України розміщується на печатках органів державної влади і місцевого самоврядування, грошових знаках та знаках поштової оплати, печатках, штампах, бланках державних установ, посольств України за кордоном. 3. Закон набирає чинності з дня його опублікування. |

Запропонований варіант мав низку помилок і неточностей, деякі з них було виправлено в останньому варіанті. До першого варіанту геральдисти відзначали такі:
1. Між гербовим щитом і короною в проєкті О. Івахненка розміщено намет. В геральдиці намет використовується переважно як прикраса для лицарського шолома і не несе практично ніякого символічного навантаження. Присутність намету в гербі можна трактувати хіба як непотрібну декоративну прикрасу. Намет повинен вінчати шолом, на якому уже повинна бути присутня корона. Проте в даному проєкті герба шолом не передбачений.
2. Козак, поданий в проєкті як герб Війська Запорозького, не відповідає йому ні іконографією, ні кольорами і, фактично, є новим гербом. Так, на запорозькому гербі козак повернутий корпусом в протилежний від проєктного бік (через це фігура козака в проєкті є неприродною), в оригіналі козак має демократичний червоний, а не золотий, багато розшитий жупан. Таким чином, не виконується стаття 20 Конституції України, де чітко зазначається, що «великий Державний Герб України встановлюється з урахуванням … герба Війська Запорізького…». Крім того, варто зауважити, що жупан з візерунками фігурував на гербі при тих гетьманах, які прагнули встановити своє одноосібне правління, обмежити козацьку демократію.
3. В іконографії лева відчувається невпевненість (невеликий крок) і ущемленість (деякі анатомічні вади на деяких проєктах). Крім того, лев, поданий в деяких проєктах як герб Королівства Руси, не може так трактуватися, оскільки не має золотої корони галицького лева.
4. У геральдиці фігури, зображені неприродно перевернутими, символізують смерть, занепад, зворотне трактування символу. У проєкті великого герба під щитом лежать перевернуті колоски пшениці, що геральдисти трактують як занепад сільського господарства, голод, злидні.

### Конкурс 2007—2009 років
Міністерство культури України з 23 жовтня 2007 року по 1 вересня 2008 року проводило конкурс проєктів великого герба України. На конкурс приймали кольорові та чорно-білі ескізи на планшеті формату А3. Розмір малюнка — 100 мм у діаметрі. До ескізу потрібно додати пояснювальну записку з детальним описом проєкту, а також інформацію про автора, його контакти, ідентифікаційний код та розрахункові дані. Надсилалися на адресу Міністерства культури (01601, м. Київ, вул. Івана Франка, 19) з позначкою: «На конкурс найкращого ескізу великого Державного Герба України». За три найкращі ескізи планували видати грошові премії: перша премія — 12 тисяч, друга — 8 тисяч та третя — 5 тисяч гривень. Очолює комісію віцепрем'єр-міністр, до її складу входять міністр культури і туризму, міністр юстиції, представники центральних органів виконавчої влади, інших державних органів, наукових установ, вищих навчальних закладів, а також творчих спілок, якщо з їхнього боку на це буде згода. Персональний склад комісії затверджувався урядом. Діяльність комісії здійснювалася на громадських засадах. Згідно з положенням, комісія є консультативно-дорадчим органом при кабміні, основним завданням якої є відбір проєктів ескізів, поданих на конкурс на найкращий ескіз великого герба України, і визначення його переможців. Всі свої рішення комісія з проведення конкурсу на найкращий ескіз великого герба приймає відкритим голосуванням простою більшістю. Рішення ж щодо підсумків конкурсу вона мала приймти таємним голосуванням двома третинами голосів присутніх на засіданні членів комісії.
17 липня 2009 року Кабмін вирішиив передати на розгляд Верховної Ради проєкт великого державного герба України (автори — С. Якутович, О. Івахненко, В. Мітченко, М. Дмитрієнко та Ю. Савчук). Він включав зображення малого герба у центрі, по боках від нього — фігури лева і запорізького козака, знизу — синьо-жовта стрічка, а зверху — княжа корона. На жаль, рішення про переможця приймалося з порушенням визначеного порядку, а в проєкті залишилася низка помилок і неточностей. Тому його так і не було внесено на розгляд Верховної Ради України.

### Конкурс 2020 року
Група народних депутатів на чолі з Головою Верховної Ради Дмитром Разумковим 18 серпня 2020 року зареєстрували у парламенті проєкт постанови «Про оголошення конкурсу на кращий ескіз великого Державного Герба України», який був ухвалений 25 серпня. Так, проєктом постанови пропонується доручити Кабінету Міністрів провести конкурс на кращий ескіз великого герба.
Зокрема, за проєктом постанови до 1 жовтня 2020 року уряд зобов'язався утворити організаційний комітет, розробити та затвердити відповідні положення, а також з'ясувати питання щодо фінансового та матеріально-технічного забезпечення організації та проведення конкурсу.
Після цього, до 1 листопада, кабмін повинен провести всебічне суспільне обговорення ескізу великого Державного Герба України, а до 1 грудня — визначити переможця конкурсу та подати на розгляд Верховної Ради України пропозиції встановлені за результатами конкурсу.
30 вересня Кабінет Міністрів України ухвалив постанову «Про проведення конкурсу на кращий ескіз великого Державного Герба України». У проєкті постанови зазначається, що на виконання вимог постанови Верховної Ради від 25 серпня 2020 року Кабінет Міністрів постановляє провести конкурс на кращий ескіз великого державного герба україни; затвердити Положення про конкурс на кращий ескіз; утворити Організаційний комітет з підготовки та проведення конкурсу; затвердити Положення про Організаційний комітет з підготовки та проведення конкурсу. Своєю чергою, Оргкомітету з підготовки та проведення конкурсу доручено в тижневий строк затвердити Положення про журі конкурсу на кращий ескіз великого Державного Герба та його склад. Міністерству культури та інформаційної політики уряд постановив забезпечити: здійснення витрат на проведення конкурсу в межах бюджетних асигнувань, передбачених МКІП у державному бюджеті на 2020 рік; суспільне обговорення ескізу великого Державного Герба України; подання до 1 грудня 2020 року Міністерству юстиції пропозицій за результатами конкурсу для врахування їх під час розроблення проєкту Закону України «Про державні символи України».
Автори минулих проєктів нагадують про попередні напрацювання, мовляв, не варто нічого створювати з нуля. Так, Фонд інтелектуальної співпраці «Україна XXI століття» разом із громадськими діячами звернулися до президента України, наголосивши, що ще у 1997 році державна комісія визнала найкращим ескізом герб авторства членів Національної спілки художників Олександра Івахненка та Віталія Мітченка, доктора історичних наук, повного кавалера ордена Княгині Ольги Марії Дмитрієнко та старшого наукового співробітника НАНУ Юрія Савчука. Саме його нині можна побачити у залі офіційних прийомів Офісу Президента України, у військових частинах ЗСУ, школах та університетах тощо.
7 жовтня в приміщенні Міністерства культури та інформаційної політики України відбулось перше засідання організаційного комітету з підготовки та проведення конкурсу на кращий ескіз великого герба. Засідання проводив міністр культури та інформаційної політики України, співголова оргкомітету, Олександр Ткаченко. Учасники засідання призначили секретарем оргкомітету Галину Григоренко — Голову Державного агентства України з питань мистецтв та мистецької освіти. «Нашою основною метою є повне дотримання процедури проведення конкурсу та реалізація прозорого і відкритого оцінювання отриманих робіт» — зазначила Галина Григоренко.
На цьому першому засіданні члени оргкомітету обговорили і затвердили програму та умови проведення конкурсу, а також затвердили положення про журі конкурсу і його персональний склад. Особа, яка виявила бажання взяти участь у конкурсі подавала до Державного агентства України з питань мистецтв та мистецької освіти наступні документи (матеріали):
- заяву, у якій зазначаються відомості про автора(ів) ескізу великого державного герба України, а також інформацію про те, що подані на конкурс проєкти ескізів не порушують права інтелектуальної власності третіх осіб;
- графічне зображення (діаметр — 150 мм) проєкту ескізу у кольоровому та чорно-білому варіантах на планшеті на твердій основі формату А3, до якого додаються растрове (у форматі jpeg розміром не більше 500 Кбайт) і векторне (у форматах eps, ai, cdr) зображення логотипа на електронних носіях (пояснення у форматі MS Word розширення doc, rtf, версія від 97 і вище). У верхньому правому куті планшета позначається девіз у вигляді шестизначного числа;
- пояснювальну записку (до двох сторінок) — опис проєкту ескізу (блазонування);
- детальний опис проєкту ескізу, супровідні документи;
- заклеєний конверт з позначеним на ньому девізом у вигляді шестизначного числа.

Переможець конкурсу за згодою передає авторські майнові права на ескіз великого державного герба України Міністерству культури та інформаційної політики України шляхом укладання відповідного договору.
У ході дискусії, яка розгорнулась з приводу потрібності та своєчасності проведення конкурсу, а також необхідності й раціональності суспільного обговорення до отримання ескізів на конкурс, учасники заходу висловили стурбованість щодо предмета використання великого герба України. У свою чергу Олександр Ткаченко зазначив, що затверджений великий герб України має використовуватися ексклюзивно найвищими органами держави та не має спричинити заміну паспортів громадянам України та інших документів, де використовується малий державний герб України. Члени Організаційного комітету висловили сподівання, що цей, по рахунку вже четвертий конкурс на кращий ескіз Великого Державного Герба України, пройде відкрито та нарешті поставить крапку в цій тридцятирічній історії.
29 жовтня відбулась експертна дискусія на тему: «Чи потрібен Україні великий державний герб?», на якій голова Українського інституту національної пам'яті Антон Дробович, заявив: «Переважна більшість громадян, що взяли участь в обговоренні, яким має бути великий державний герб України, або пропонують взагалі нічого не міняти, або визнати малий державний герб великим». Водночас він додав, що логіка виникнення великих гербів зазвичай зумовлена тим, що є колишні імперії або країни, до яких входять декілька територій з окремою історією, геральдикою, — тож для того, щоб консолідувати в символічному плані ці території, існують великі герби: «Для України це не потрібно. Український тризуб — герб Княжої держави — сприймається і в Донецьку, і у Львові, і в Севастополі, і в Києві. Всі його розуміють, відчувають. Він стародавній, і тому немає жодної потреби в розробці нового. Уже багато разів до цього питання поверталися, але нам здається, що є більш нагальні питання, якими можна зараз займатися». Однак УІНП всіляко долучиться до експертизи, до розробки великого державного герба України.
Антон Дробович додав, що як експерти, так і громадяни дуже часто зверталися з тривожними запитами щодо того, наскільки масово використовуватиметься великий Державний герб України в разі його прийняття: «І найбільше це хвилює людей, тому що ніхто не хотів би замінювати паспорти і так далі. Багато дуже запитів щодо саме вузького, ексклюзивного використання великого державного герба України».
Було надіслано запити університетам та академічним інституціям, але отримано відповідь тільки від одного університету — це Дніпровський національний університет імені Олеся Гончара, який надіслав результати обговорення у своїй академічній спільноті. У свою чергу, вони пропонують у випадку прийняття великого державного герба України використовувати його ексклюзивно, тобто розміщувати на вході Офісу Президента України та на фасадах найбільш важливих державних споруд під час відзначення державних свят і урочистостей. Також наголошують на дотриманні правил геральдики, радять не використовувати релігійних символів, оскільки у нас церква відокремлена від держави. І як первинний варіант, що відповідає вимогам і нормам, пропонують взяти макет, що пропонувався на початку 2000-х: козак з мушкетом, руський лев і посередині — тризуб на щиті.

11 листопада уряд ухвалив проєкт постанови «Про внесення змін до Порядку використання коштів, передбачених у державному бюджеті для здійснення загальнодержавних заходів у сферах культури та мистецтва, охорони культурної спадщини, вивезення, ввезення і повернення культурних цінностей, державної мовної політики, міжнаціональних відносин, релігії та захисту прав національних меншин», розроблений Міністерством культури та інформаційної політики. Видатки на реалізацію постанови складають 180 000 гривень, що передбачено чинним законодавством. Зазначається, що для відзначення авторів кращих проєктів ескізів передбачається: перша премія — 100 000 гривень; друга премія — 50 000 гривень; третя премія — 30 000 гривень.З 12 по 27 листопада у виставкових залах «Хлібні» Національного заповідника «Софія Київська» тримала виставка, де всі охочі могли переглянути представлені на конкурс роботи. Усього на конкурс було представлено 112 робіт. Оскільки процедура конкурсу є анонімною, представленні ескізи не були підписані іменами авторів. Провівши оцінювання отриманих ескізів, журі конкурсу з провідних істориків, юристів, мистецтвознавців, науковців та геральдистів 19 листопада оголосило переможців. Відповідно до постанови про проведення конкурсу, до 1 грудня 2020 р. Міністерство культури та інформаційної політики України має подати Міністерству юстиції пропозиції за результатами конкурсу для врахування їх під час розроблення проєкту Закону України «Про державні символи України».
19 листопада відбувся пресбрифінг за участі Міністра культури та інформаційної політики України Олександра Ткаченка та членів організаційного комітету з підготовки та проведення конкурсу на кращий ескіз великого державного герба України, де члени оркомітету розповіли про результати роботи журі конкурсу та назвали кращі проєкти ескізів, які отримали першу та третю премії (друге місце не присуджувалося). Олексій Кохан, який є співавтором малого державного герба України став переможцем конкурсу 2020 року. У свою чергу голова журі заявив: «Ця робота вже була представлена ще в 1997 році, і тоді навіть ішла на перемогу, але з різних причин той конкурс закінчився нічим. Кохан подав роботу без змін. І серед усіх вона виглядала найкраще. Ця робота виконана в авторському стилі, тут немає ніяких запозичених форм, чужих елементів. По-друге, вона якісно вирішена геральдично за змістом і за формою, якісно вирішена з художнього боку. У роботі дуже добре композиційно відображена ідея соборності, єдності України — у фігурах Архангела Михаїла та Лева. Щодо козака з мушкетом, автор знайшов оригінальне рішення — цей козак знаходиться на хоругві, яка увінчує малий державний герб. Якщо розглядати цілий герб, за його словами, він розповідає історію становлення Української держави. З боку журі були висловлені певні незначні побажання щодо доопрацювання, але, виходячи з умов конкурсу, вони є рекомендаційними, хоч і легко вирішуваними» — заявив Андрій Гречило.
Голова журі висловив думку, що одна з причин того, що попередні конкурси на великий державний герб України завершувалися невдачею, полягала у відсутності фахового журі. А цього разу оргкомітетом було сформоване саме фахове журі, 6 з 9 членів — особи з науковими ступенями, доктори чи кандидати наук, 4 працюють в структурах НАНУ, 5 членів журі є членами Українського геральдичного товариства (УГТ).
Дискусія, що передувала конкурсу, після оголошення його результатів спалахнула з новою силою. Зокрема, голові журі та УГТ Андрію Гречилу невдахи конкурсу закидають «кумівство» та недосконалість умов конкурсу. Хоча жодних родинних зв'язків немає, а на формування умов конкурсу голова УГТ впливу не мав, оскільки їх було визначено постановою Кабінету Міністрів. Якраз навпаки, А. Гречило пропонував трохи інші умови, щоб уникнути демонстрації та розгляду відверто слабких та дилетантських робіт: «Коли мені запропонували увійти до складу оргкомітету я погодився, тим більше, що оголошення конкурсу викликало ажіотаж і багато потенційних учасників обіцяло „здивувати“ своїми проектами. Я запропонував провести конкурс у два етапи: на першому визначити концепцію герба на конкурсній підставі та обговорення фахівцями (це би дозволило чітко визначити в якій ролі мав би виступити Козак з мушкетом), на другому — оголосити конкурс уже з конкретним ТЗ (технічним завданням), щоб у ньому могли взяти участь професійні художники (навіть без спеціальних навичок у герботворенні), у тому числі, можливо, і з-поза меж України. Подібний конкурс проводився в минулому столітті для герба Берліна: всі учасники малювали у срібному щиті чорного ведмедя із червоним озброєнням. Результат був дуже цікавим». Переможцем конкурсу (із зауваженнями) журі визнало Олексія Кохана, другу премію не присуджено, а третю отримала авторська група у складі Іван Турецький, Лук'ян Турецький, Ігор Глоба, Дмитро Дубілет та Іван Сварник.
Голова Українського геральдичного товариства наголошує, що до 19 листопада, коли були оголошені результати конкурсу, жодних вимог, протестів чи заяв про т. зв. «кумівство» не було: «Проблема в тому, що цих учасників (авторська група О.Однороженко) я також знаю, як і Олексія Кохана чи Івана Турецького, ще з початку 1990-х років, з проведення перших геральдичних конференцій. Та й спілкування з ними було активним протягом останніх років під час сфрагістичних конференцій, семінарів чи презентацій нових видань, на відміну від О. Кохана чи І. Турецького, які востаннє брали участь у конференціях ще десь у 1990-х… Однак на конкурсі оцінювалися не „дружні стосунки“, а все ж подані проекти. Та й рішення приймав не я один, а журі з 9-ти осіб».
Висновки та зауваження щодо проєктів ескізів великого державного герба України, відібраних журі конкурсу 2020 р. до другого туру розгляду були докладно викладені. Основною причиною відхилення інших проєктів (окрім низки дрібніших недоліків) стало використання так званої корони гідності над щитом, що не відповідає статусу України, яка відповідно до Конституції є республікою.
За словами присутнього на брифінгу міністра юстиції Дениса Малюськи, далі буде підготовлено технічний опис та юридичні нюанси використання проєкту великого державного герба. Після цього напрацювання передадуть від кабміну до Верховної Ради України, де народні депутати зареєструють відповідний законопроєкт. Таким чином порядок використання, опис держсимволів, зокрема великого державного герба України буде оформлено законом.

### Внесення до парламенту
28 червня 2021 року Президент України Володимир Зеленський під час урочистого засідання Верховної Ради з нагоди Дня Конституції України вніс на розгляд парламенту як невідкладний проєкт закону про великий державний герб України.
Згідно з законопроєктом, були проігноровані результати конкурсу 2020 року і до затвердження було запропоновано зображення — один із низки варіантів розробки колективу під керівництвом Олександра Івахненка ще середини 1990-х років. Варіанти цього ж зображення пропонувалися до затвердження 2001 та 2009 року.
24 серпня 2021 року, у День 30-річчя Незалежності України Верховна Рада на позачерговому засіданні підтримала проєкт закону у першому читанні.

## Проєкт великого герба України у нумізматиці
На ювілейних монетах «10 років незалежності України» (5 гривень, 2001), «10 років незалежності України» (20 гривень, 2001), «10 років незалежності України» (10 гривень, 2001), «15 років незалежності України» (5 гривень, 2006), «15 років незалежності України» (20 гривень, 2006), «25 років незалежності України» (5 гривень, 2016) зображено композицію: «малий Державний Герб України в оточенні рослинного орнаменту, який підтримують лев та козак з мушкетом», що нагадує ескіз великого державного герба України авторського колективу О. Івахненка 1996 року. Окремі елементи цієї композиції зображені на аверсах монет «Київська Русь» (5 гривень, 2016), «Галицьке королівство» (5 гривень, 2016) та «Козацька держава» (5 гривень, 2016), що увійшли до набору монет «25 років незалежності України».

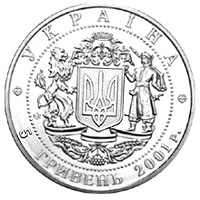
Аверс монети НБУ «10 років незалежності України»
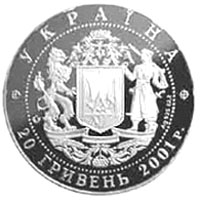
Аверс срібної монети НБУ «10 років незалежності України»
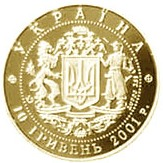
Аверс золотої монети НБУ «10 років незалежності України»
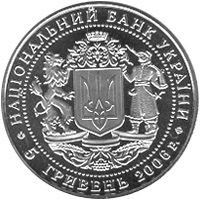
Аверс монети НБУ «15 років незалежності України»
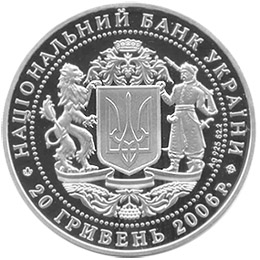
Аверс срібної монети НБУ «15 років незалежності України»
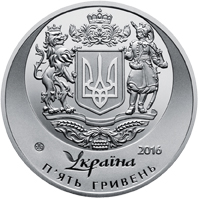
Аверс монети НБУ «25 років незалежності України»
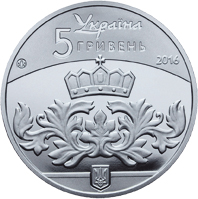
Аверс монети НБУ «Київська Русь»
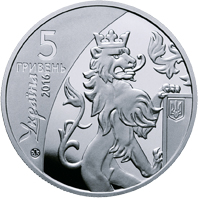
Аверс монети НБУ«Галицьке королівство»
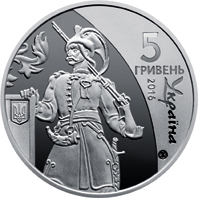
Аверс монети НБУ «Козацька держава»